# .kz
.kz je internetová národní doména nejvyššího řádu pro Kazachstán (podle ISO 3166-2:KZ).
Doména .kz se dá registrovat minimálně na jeden rok.
Z celkového počtu 15 000 000 obyvatel jich internet používá přibližně 250 000.